# Skorš
Skorš (znanstveno ime Sorbus domestica) je listnato drevo z užitnimi plodovi. Njegova domovina je zahodna, srednja in južna Evropa, severozahodna Afrika (Atlas) in jugozahodna Azija do Kavkaza.  Skorš se pogosto goji kot okrasno ali sadno drevo, čeprav so njeni majhnim hruškam podobni plodovi kisli in zelo trpki, dokler se v pozni jeseni ne umedijo. V preteklosti se je sadje uporabljalo za proizvodnjo piva, jabolčnika in žganja.  

## Opis
Skorš se uvršča med vrste,  ki rasejo predvsem v nižjih legah. Ustrezajo mu območja z blagimi temperaturami, čeprav dobro prenese zimski mraz do -30°C. Dobro uspeva tam, kjer je najmanj 1400 sončnih ur letno. Uspeva na zračnih tleh, ki so bogata z apnencem in glino in hranilnimi snovmi. Spomladi odganja zgodaj in je zato precej občutljiv za pozno slano. Pomlajuje se s semeni ni poganjki iz korenin.
Skorš je 15-20 m visoko drevo ali samo 2-3 m visok grm. Lubje mladih dreves je rjavo in gladko, starih dreves pa sivo, delno odluščeno in vzdolžno razpokano. Zimski brsti so zeleni, prekriti z lepljivim smolnatim premazom. Listi so sestavljeni, dolgi 15-25 cm. Imajo 13-21 podolgovatih, na bazi celorobih, na gornji polovici ali dveh tretjinah pa ostro narezanih lističev. Vrhovi lističev so koničasti. 
Drevo cveti maja do junija. Kremasto beli cvetovi imajo pet venčnih listov in premer 13-18 mm. Cvetovi tvorijo češuljo s premerom 10-14 cm. So hermafrofiti, oprašujejo pa jih tudi žuželke. Plod je rumen, na osončeni strani tudi rdeč, podoben 2-4 cm dolgi hruški (f. pyrifera (Hayne) Rehder)  ali jabolku (f. pomifera  (Hayne) Rehder). 

## Ekologija
Skorš velja za redko drevo. V Švici in Avstriji je razglašen za ogroženo vrsto. V Sloveniji se najdejo posamezna samonikla drevesa samo še na  Primorskem, Beli krajini, Podravju in Pomurju. Na Kozjanskem je skorš še pred nekaj desetletji veljal za hišno drevo.
V Sloveniji je največji Mrazov  skorš na Žalerjevi domačiji v Loki pri Žusmu na Kozjanskem. Star je približno 200 let in visok 18 m. Premer debla na prsni višini je 102 cm. Zavod za gozdove Republike Slovenije ga je leta 2011 razglasil za Drevo leta na Celjskem in izdal poseben plakat in razglednico.
Največji im morda najstarejši skorš v Evropi  raste v bližini kraja Strážnice v jugovzhodni Moravski, Češka republika. Drevo je visoko 18 m, krošnja 11 m, obseg debla pa meri 462 cm. Njegova starost se ocenjuje na 450 let.

## Raba
Iz ne povsem zrelih plodov se ponekod po Evropi še vedno proizvaja jabolčniku podobna pijača. Ne povsem zreli plodovi so zelo astringentni, čeprav vsebujejo zelo veliko sladkorjev. Zelo zreli plodovi postanejo sladki in prijetnega okusa.
V moravski regijii Slovacko so skoršu posvečeni muzej, učna pot in letni festival. Domačini iz sadja proizvajajo džem, skok in žganje. Žganje iz skorša so ob obilnih letinah proizvajali tudi na Primorskem. Veljalo je za zdravilo za želodčne in prebavne težave. Enako je veljalo tudi za kompot iz suhih sadežev.
Skorš je omenjen tudi v Babilonskem Talmudu v razpravi Ketubot, str. 79a. Omenjen je kot gozdno drevo z imenom zardasa. Uporabljal se je predvsem njegov les, ker sadje ni bilo tržno zanimivo. Iz aramejske besede zardasa se je morda razvil latinski izras sorbus.
Stari Grki so sadeže razpolovili in marinirali.
Skoršev les je rahlo peščene barve. Je zelo gost, morda najgostejši v Evropi. V preteklosti je bil zelo iskan, ker se lepo gladi, malo poka in je elastičen. Uporabljali so ga za osi koles, vijake za stiskalnice, žitne mline in kopita pušk. Danes se  uporablja za izdelavo glasbil, palic za biljard in dragega pohištva. 

## Galerija
- Mlada rastlina
- Zimski brst
- Socvetje
- Cvet
- Sadeži skorša; Stomaž, Sežana
- Prerezan sadež
- Zreli sadeži